# Cinnamomum coriaceum
Cinnamomum coriaceum là loài thực vật có hoa trong họ Nguyệt quế. Loài này được Cammerl. miêu tả khoa học đầu tiên năm 1925.